# 龍苑

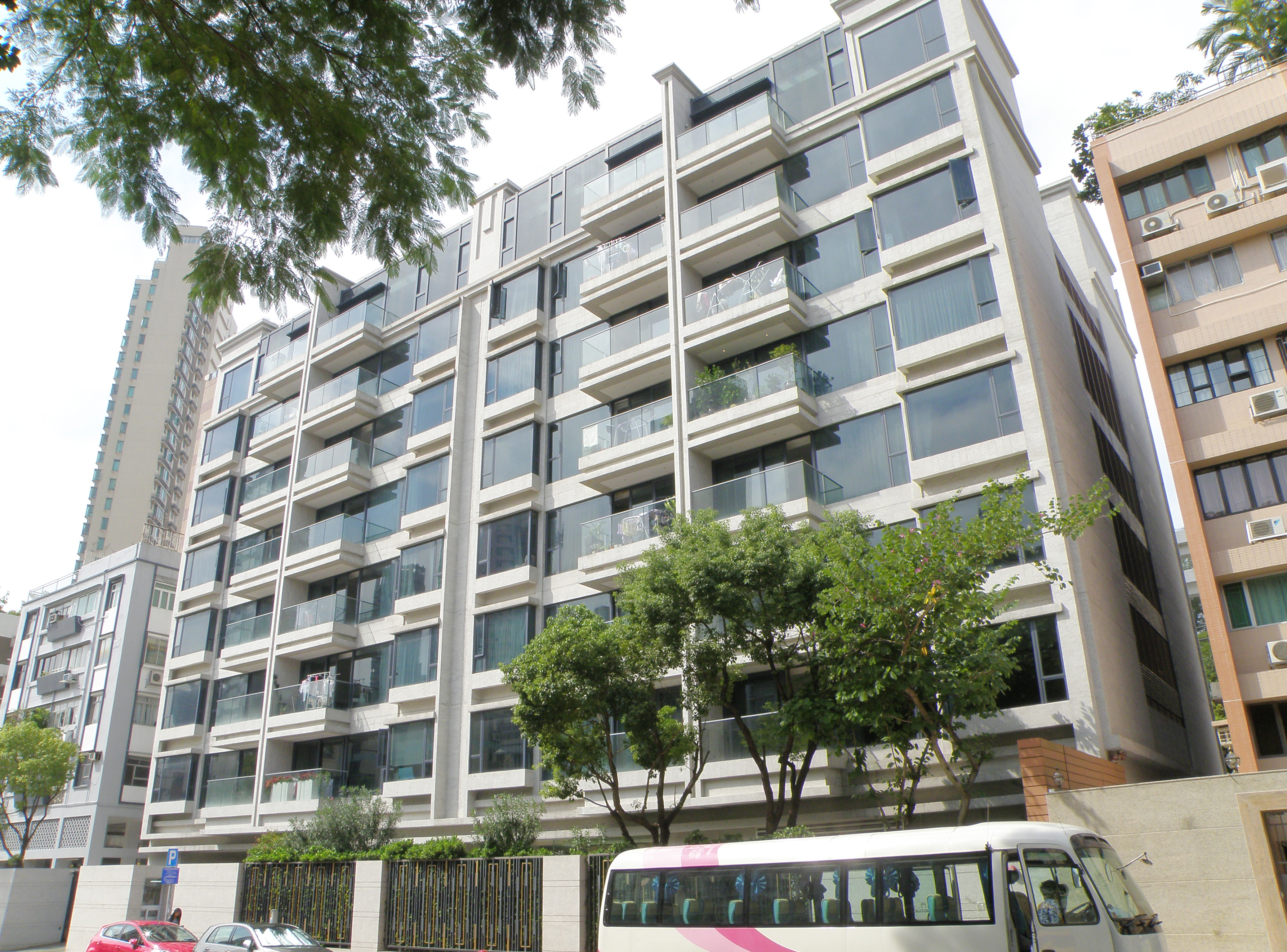
龍苑

龍苑（英語：The Grandeur），位於香港九龍九龍仔嘉林邊道23號，處於41小學校網區，是中國海外發展的豪宅項目。屋苑由2座7層高大廈組成，僅提供28伙，建築面積由2,800方呎至3,200方呎。